# Râul Lespezi, Sas
Râul Lespezi este un curs de apă afluent al râului Sas.